# 21e régiment de dragons
Pour les articles homonymes, voir 21e régiment.
Le 21e régiment de dragons (ou 21e RD) est une unité de cavalerie de l'armée française, formée sous la Révolution à partir des dragons de la Manche et de la cavalerie de la légion de la Police. Elle est actuellement dissoute.

## Création et différentes dénominations
Le 21e régiment de dragons est formé le 24 décembre 1796 à partir de la cavalerie de la Légion de police générale. Cette légion chargée de la force armée parisienne venait d'être licenciée en raison du refus de son infanterie d'aller combattre aux frontières. Le régiment est finalement dissous le 12 décembre 1797 et ses dragons incorporés individuellement dans les autres régiments de la ligne et principalement les 1er, 2e, 7e, 11e, 12e et 16e dragons.
- 1796 : 21e régiment de dragons.
- 1797 : Dissous.
- 1801 : 21e régiment de dragons.
- 1814 : Dissous.
- 1873 : 21e régiment de dragons.
- 1928 : Dissous.
- 1956 : 21e régiment de dragons.
- 1959 : Dissous.

## Historique des garnisons, combats et batailles

### Guerres de la Révolution et de l’Empire
- 1805

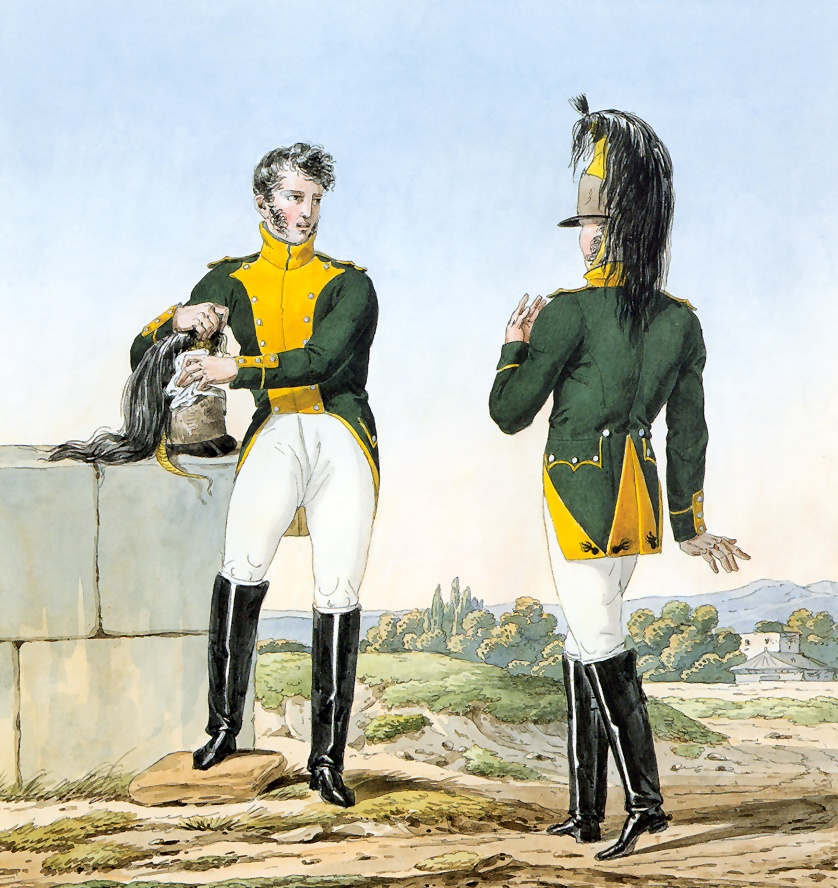
Uniforme du 21e dragons en 1812.

  - 2 décembre 1805 : Bataille d'Austerlitz
- 1806 : Campagne de Prusse et de Pologne
  - 14 octobre : Bataille d'Iéna
- 1807 :
  - 8 février : Bataille d'Eylau
- 1808-1813 : guerre d'Espagne
- 1813 : Campagne d'Allemagne
  - 16-19 octobre : Bataille de Leipzig

Le 12 mai 1814, le régiment est dissout. 

### De 1871 à 1914
Le régiment est uniquement recréé en 1873 et stationne à Saint-Omer dans le Pas-de-Calais (62), puis à Noyon à partir d'avril 1914.

### Première Guerre mondiale

#### 1914
- Bataille de l'Ourcq (1914)

#### 1918
- Bataille de l'Aisne (1918)

### Entre-deux-guerres

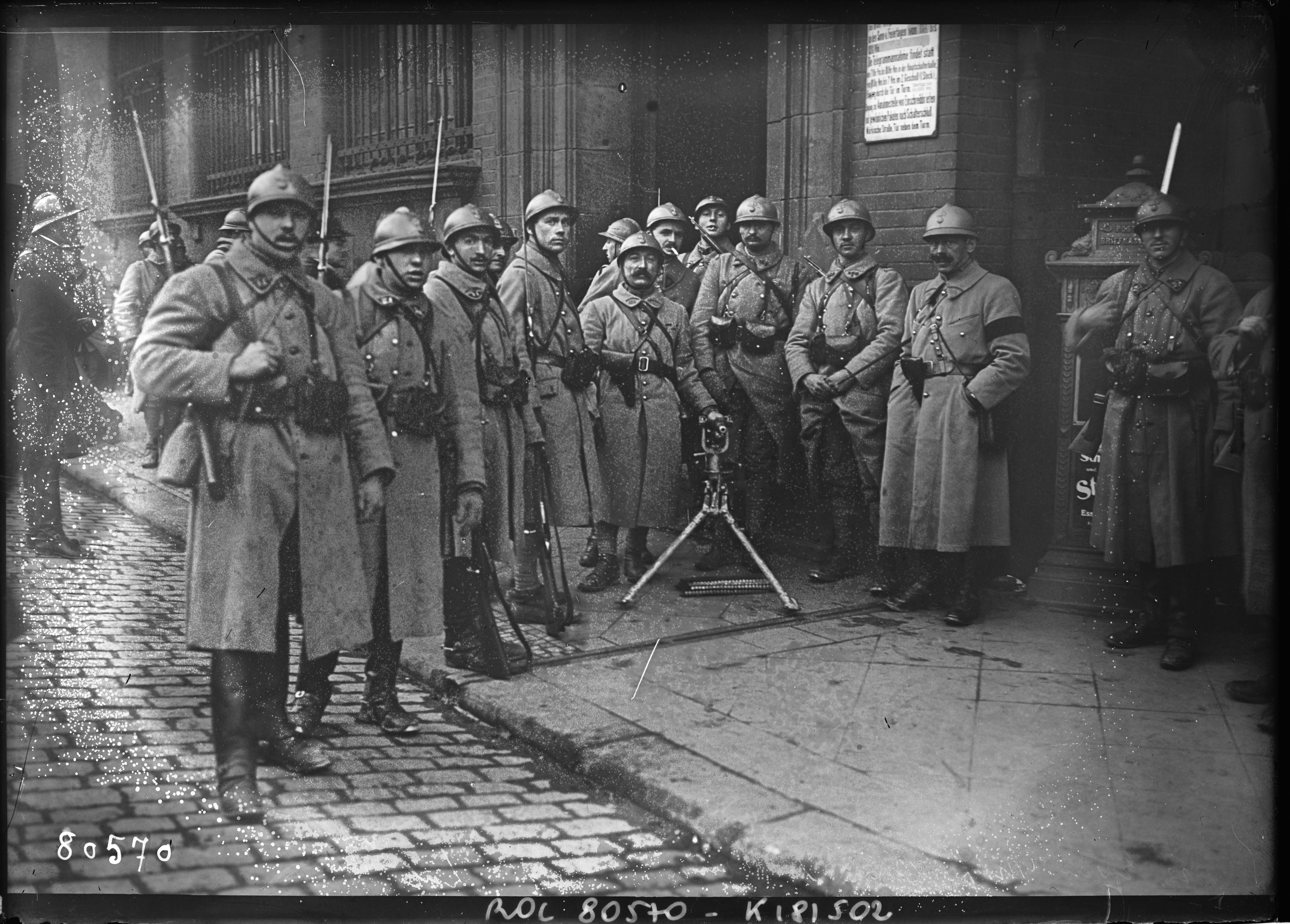
Cavaliers du 21e dragons (les trois les plus à gauche et celui à droite), parmi d'autres militaires devant la, le 11 janvier 1923.

Il participe à l'occupation de la Ruhr. Le régiment s'installe à Lure ou il est dissout en 1928.

### De 1945 à 2002
Le 21e Régiment de dragons est recréé en 1956 au Maroc. Il fait partir successivement de la 30e  puis 26e division d'infanterie. En 1957, il est envoyé dans le Constantinois en Algérie avec la même division. Le régiment est dissout le 15 janvier 1959.
L'étendard et les traditions du 21e Régiment de dragons sont conservés au centre de sélection n° 10 (CDS 10) de Blois (Caserne Maurice de Saxe) de 1990 à 2002. En 2002, le CDS 10 est dissous et depuis plus aucune unité de l'Armée de terre ne garde les traditions du 21e RD.
Durant cette période, le personnel du CDS 10 porte un insigne qui ne reprend pas les caractéristiques communes aux insignes des autres centres de sélection. Homologué G 2009 et fabriqué par la société Drago, il n'est pourtant pas non plus une reprise de la symbolique de l'insigne de tradition du 21e RD.

## Chefs de corps
- 1795 : chef de brigade Joseph Marie Denayer (*)
- 1797 : chef de brigade François Baugard
- 1812 : colonel Jean-Baptiste Saviot (*)

## Etendard
Il porte, cousues en lettres d'or dans ses plis, les inscriptions suivantes :
- Iéna 1806
- Eylau 1807
- Almonacid 1809
- Ocana 1809
- L'Ourcq 1914
- L'Aisne 1918

## Traditions et uniformes

### Insigne
http://inconitonito.free.fr/Annonces/DSCF1256.JPG

## Personnages célèbres ayant servi au21erégiment de dragons
- Pierre Louis Roederer
- Jehan de Terline
- Armand de Turenne

## Sources et bibliographie
- Historique du 21e régiment de dragons pendant la guerre 1914-1918, Nancy, Berger-Levrault, 96 p., lire en ligne sur Gallica.